# Université de la ville de New York
Ne doit pas être confondu avec Université de New York ou Université d'État de New York.
L'université de la ville de New York (City University of New York : CUNY) est une université publique située dans la ville de New York. Elle est la plus grande université urbaine des États-Unis, et ses 275 000 étudiants se répartissent dans les 11 senior colleges, les 7 community colleges et 7 institutions professionnelles dont la graduate school, l'école de journalisme, la Law school (école de droit) et la Sophie Davis School of Biomedical Education (école médicale).
CUNY est en outre la troisième plus grande université des États-Unis en nombre d'étudiants, derrière l'université d'État de New York (State University of New York : SUNY, 413 000 étudiants) et la California State University (414 000 étudiants). CUNY et SUNY, bien que toutes deux publiques et gérées par l'État de New York, sont deux universités indépendantes.

## Histoire
L'histoire de la CUNY remonte à 1847, à l'époque de la création de la Free Academy à New York. Sa vocation était alors de promouvoir l'enseignement, en offrant des cours gratuits aux élèves d'autres universités de l'État. La Free Academy devint ensuite le City College, premier organisme de la future CUNY. Plusieurs senior colleges furent créés, ainsi que quatre écoles hybrides, et six community colleges. En 1961, la CUNY fut fondée, en tant que regroupement de toutes ces écoles nouvellement créées.
Anciennement, l'université accueillait surtout des élèves qui n'avaient pas les moyens de rejoindre les universités privées (Columbia, Fordham). Ainsi, jusqu'en 1975, l'école offrait un enseignement gratuit de qualité aux gens les plus pauvres, aux classes ouvrières, ainsi qu'aux immigrants. Mais en 1975, la crise fiscale amena à une taxation de cet enseignement, qui perdit sa gratuité et devint moins accessible aux classes populaires. Après la Première Guerre mondiale, ce qui allait devenir la CUNY accueillit de nombreux juifs (étudiants et professeurs) victimes des discriminations des écoles de l'Ivy League dont Columbia fait partie. CUNY, grâce au nombre élevé de lauréats de prix Nobel qu'elle a diplômé fut ainsi nommée l'Harvard du prolétariat.
Au début du XXIe siècle, la CUNY conserve toujours son image de diversité, accueillant des étudiants de 145 pays différents.

## Colleges

### Senior colleges
- (1847) City College
- (1870) Hunter College
- (1919) Baruch College (sous le nom de City College’s School of Business and Civic Administration, renommé en 1953 en hommage à Bernard M. Baruch)
- (1930) Brooklyn College
- (1937) Queens College
- (1946) New York City College of Technology
- (1955) College of Staten Island
- (1964) John Jay College of Criminal Justice
- (1966) York College
- (1968) Lehman College
- (1970) Medgar Evers College

### Community colleges
- (1957) Bronx Community College
- (1958) Queensborough Community College
- (1963) Borough of Manhattan Community College
- (1963) Kingsborough Community College
- (1968) LaGuardia Community College
- (1970) Hostos Community College

### Graduate and professional schools
- (1961) CUNY Graduate Center
- (1973) Sophie Davis School of Biomedical Education
- (1983) CUNY Law School
- (2006) CUNY Graduate School of Journalism